# Pomponius Bassus (Konsul 271)
Pomponius Bassus […]stus war ein römischer Politiker und Senator des 3. Jahrhunderts n. Chr.
Von seinem Praenomen ist nur das griechische (…)β(…) erhalten. Dies wurde früher als Tiberius aufgelöst, allerdings kann das „β“ auch für einen anderen Namen stehen, zum Beispiel für (Φλά)β(іος), (Φά)β(іος) oder (Ούί)β(іος).
Pomponius’ Beamtenlaufbahn ist durch eine griechische Inschrift überliefert; hiernach war er Prokonsul, wahrscheinlich der Provinz Africa oder Asia (nach 259), dann comes Augusti, vielleicht unter Kaiser Gallienus oder Claudius Gothicus; danach war er corrector totius Italiae (Statthalter von ganz Italien), wohl ca. 268/269. Im Jahr 271 bekleidete Pomponius den ordentlichen Konsulat; bei dem Konsul Bassus von 259 kann es sich jedoch nicht um Pomponius Bassus selbst, sondern höchstens um einen Sohn von ihm gehandelt haben.
Die Stadtpräfektur wird Pomponius wahrscheinlich im Jahr 270 oder 271 innegehabt haben, da man dieses Amt meist während oder kurz nach dem Konsulat bekleidete. In dem sonst zuverlässigen Verzeichnis der Stadtpräfekten des Chronographen von 354 ist Pomponius jedoch nicht verzeichnet.
Pomponius war Promagister des Priesterkollegiums der Pontifices. Er war ein Nachfahre, möglicherweise Enkel, des Konsuls 211, Pomponius Bassus, und der Annia Faustina. Seine Ehefrau war Pomponia Gratidia, seine Schwester möglicherweise Pomponia Ummidia.